# Sanchin

Kanji für das japanische Wort sanchin

Sanchin (japanisch サンチン auch 三戦) ist eine Kata im Karate. Sie wurde von Higaonna Kanryō aus China mitgebracht (chin. Ursprung: Stil der 18 Arhats, japanisch 十八羅漢拳, Jūhachi-rakan-ken). Der Name der Kata wird oft mit „Drei Schlachten“ übersetzt, womit der Körper, das Bewusstsein und der Geist gemeint sind. Sanchin ist wie Tenshō auch eine Basis-Kata (Kihon-Kata).

## Varianten
Von der Kata Sanchin existieren zwei Versionen: eine ältere mit zwei eingebauten Drehungen und eine modifizierte, beide von Chōjun Miyagi, mit reinem Vor- und Zurücklaufen.
Higaonna veränderte die ursprüngliche, reine Offenhand-Fassung in die heute bekannte Form, in der vor allem die geschlossene Faust verwendet wird.
Sanchin enthält wesentliche Elemente des Gōjū-Ryū. Hier lernt man, seine Kraft über eine eher lang ausgeführte Atmung zu konzentrieren. Zusätzlich wird eine Kräftigung der Muskeln erreicht.

## Sanchin im Uechi-Ryu Karate Do
Die Grundlage des Uechi-ryū ist die Sanchin Kata. Uechi Kanbun, der Begründer des Uechi-ryū Karatedō, pflegte zu sagen: „Alles ist Sanchin“ und „Sanchin allein verdient 10 Jahre Training“. Als Meister Uechi in China studierte, lernte er drei Jahre lang nur Sanchin, bevor ihm irgendeine andere Kata beigebracht wurde. Sanchin sollte daher im Training niemals abgeändert oder ausgelassen werden.

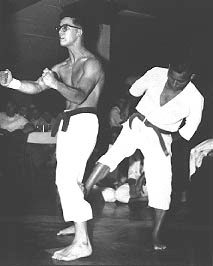
Sanchin mit Kitae (1963)

## Ziel der Kata
Sanchin dient dazu, grundlegende geistige und physische (körperliche) Prinzipien auszubilden. Deshalb sollte der Schüler in Sanchin nicht nach Techniken der Selbstverteidigung suchen, obwohl diese sehr fein verborgen innerhalb der Katabewegungen vorhanden sind. In der Sanchin Kata wird der Schüler auf seinen sicheren Stand getestet. Außerdem wird geprüft, wie gut der Schüler Schläge und Tritte absorbieren kann. Diese Fähigkeit wird langsam im Kitae (Abhärtungsübungen) erlernt und ermöglicht dem Schüler später sehr harte Schläge einzustecken, ohne dabei Schaden zu nehmen. Es geht hier nicht nur um Abhärtung. Kitae wird auch geübt, um die Muskulatur zu lockern. Oft sind die Schläge zu hart. Es ist unbedingt darauf zu achten, dass der Trainierende keinen Schaden nimmt.

## Videos
- Andreas Ginger: Goju-Ryu Kata. Videoproduktion Geupel (DVD, ohne Altersbeschränkung, ca. 100 min)
- Mario Holderbach: Goju-Ryu-Kata. Best Fitness Solutions (DVD, ohne Altersbeschränkung)